# 林芝昀
林芝昀（1999年9月13日—），台灣女子羽球選手，目前為臺北市立大學學生。

## 簡歷
2016年1月，林芝昀在全國羽球排名賽成功晉升甲組，但其間卻飽受腔室症候群傷痛困擾，每每只要肌肉一僵硬就會疼痛不已，動彈不得，以致她一度陷入低潮。在2017年4月進行的世界青少年羽球錦標賽國手選拔中，她在女單決賽以2比0擊敗北市大同的黃映瑄，首獲青少年選拔賽國手冠軍。
2017年8月，林芝昀參加懷卡托羽毛球國際賽，與洪恩慈打進女子雙打比賽四強。

## 主要比賽成績
只列出曾進入準決賽的國際賽事成績：
| 年份   | 賽事                   | 公開賽級別 | 項目     | 搭檔   | 成績   |
| ------ | ---------------------- | ---------- | -------- | ------ | ------ |
| 2017年 | 懷卡托羽毛球國際賽     | 國際系列賽 | 女子雙打 | 洪恩慈 | 準決賽 |
| 2017年 | 雪梨羽毛球國際賽       | 國際系列賽 | 女子雙打 | 洪恩慈 | 冠軍   |
| 2018年 | 世界大学生羽毛球锦标赛 | 其他       | 混合團體 | －     | 季軍   |
| 2019年 | 珀斯羽毛球國際賽       | 未來系列賽 | 女子單打 | －     | 亞軍   |
| 2019年 | 珀斯羽毛球國際賽       | 未來系列賽 | 女子雙打 | 林思雲 | 準決賽 |
| 2020年 | 奧地利羽毛球公開賽     | 國際挑戰賽 | 女子雙打 | 李佳馨 | 準決賽 |
| 2020年 | 斯洛伐克羽毛球公開賽   | 未來系列賽 | 女子單打 | －     | 冠軍   |
| 2020年 | 斯洛伐克羽毛球公開賽   | 未來系列賽 | 女子雙打 | 李佳馨 | 冠軍   |
| 2023年 | 高雄羽球大師賽         | 超級100賽  | 女子雙打 | 許尹鏸 | 準決賽 |
| 2023年 | 本迪戈羽毛球國際賽     | 國際挑戰賽 | 女子雙打 | 許尹鏸 | 亞軍   |
| 2023年 | 本迪戈羽毛球國際賽     | 國際挑戰賽 | 混合雙打 | 陳勝發 | 冠軍   |
| 2023年 | 雪梨羽毛球國際賽       | 國際系列賽 | 混合雙打 | 陳勝發 | 冠軍   |
| 2023年 | 韓國羽毛球大師賽       | 超級300賽  | 女子雙打 | 許尹鏸 | 準決賽 |
| 2024年 | 波蘭羽毛球公開賽       | 國際挑戰賽 | 女子雙打 | 許尹鏸 | 冠軍   |
| 2024年 | 加拿大羽毛球公開賽     | 超級500賽  | 女子雙打 | 許尹鏸 | 亞軍   |
| 2024年 | 本迪戈羽毛球國際賽     | 國際挑戰賽 | 女子雙打 | 許尹鏸 | 冠軍   |
| 2024年 | 雪梨羽毛球國際賽       | 國際挑戰賽 | 女子雙打 | 許尹鏸 | 冠軍   |
| 2025年 | 美國羽毛球公開賽       | 超級300賽  | 女子雙打 | 許尹鏸 | 準決賽 |
| 2025年 | 加拿大羽球公開賽       | 超級300賽  | 女子雙打 | 許尹鏸 | 準決賽 |

| 2007-2017年 | 首要超級賽 | 超級賽 | 黃金大獎賽 | 大獎賽 | 國際挑戰賽 | 國際系列賽 | 未來系列賽 | 其他 |

| 2018-2026年 | 總決賽 | 超級1000賽 | 超級750賽 | 超級500賽 | 超級300賽 | 超級100賽 | 國際挑戰賽 | 國際系列賽 | 未來系列賽 | 其他 |